# Les Deux-Rives
Les Deux-Rives es una comuna nueva francesa situada en el departamento de Puy-de-Dôme, de la región de Auvernia-Ródano-Alpes.

## Historia
Fue creada el 1 de enero de 2025, en aplicación de una resolución del prefecto de Puy-de-Dôme de 17 de diciembre de 2024 con la unión de las comunas de Chidrac y Saint-Cirgues-sur-Couze, pasando a estar el ayuntamiento en la antigua comuna de Chidrac.

## Demografía
Según los datos aportados en la resolución del prefecto de Puy-de-Dôme, la comuna se crea con 857 habitantes.

## Composición
| Comuna delegada         | Código INSEE | Población (2022) | Superficie (km²) | Densidad (hab./km²) |
| ----------------------- | ------------ | ---------------- | ---------------- | ------------------- |
| Chidrac                 | 63109        | 494              | 3.57             | 138                 |
| Saint-Cirgues-sur-Couze | 63330        | 348              | 1.54             | 226                 |